# Josef Rufer
Josef Leopold Rufer (18. prosince 1893 Vídeň – 7. listopadu 1985 Berlín) byl rakouský muzikolog, hudební pedagog, publicista a kritik. Jeden z významných členů Druhé vídeňské školy.

## Život
Narodil se ve Vídni a studoval na Českém vysokém učení technické v Praze. Vedle toho studoval teorii hudby u českého dirigenta Viléma Zemánka a skladbu u Alexandra Zemlinského. Po skončení vojenské služby v rakouské armádě studoval v letech 1919–1922 u Arnolda Schoenberga a Albana Berga. V letech 1925–1933 byl asistentem Arnolda Schoenberga na berlínské akademii (Akademie der Künste) až do té doby, kdy musel Schoenberg z rasových důvodů emigrovat. Dál pak v Německu pracoval jako pedagog a hudební kritik. Během druhé světové války sloužil v německé armádě. Po demobilizaci vydával v letech 1947–1950 časopis Stimmen. Společně s Paulem Höfferem založil v Berlíně Mezinárodní hudební institut. V letech 1957–1959 pracoval jako redaktor v nakladatelství Bote & Bock. V roce 1956 byl jmenován docentem pro dvanáctitónovou techniku na Hochschule der Künste Berlin a přednášel na letních kurzech Nové hudby v Darmstadtu.

## Dílo
Největší proslulost Rufer získal jako specialista na dílo Arnolda Schoenberga. Kromě kritických rozborů a publicistických článků se zasloužil o souborné vydání Schoenbergova díla. Mezi jeho hlavní muzikologická díla patří:
- Die Komposition mit zwölf Tönen, Berlin: Hesse, 1952
- Musiker über Musik, Darmstadt: Stichnote, 1956
- Das Werk Arnold Schönbergs, Kassel: Bärenreiter, 1959
- Bekenntnisse und Erkenntnisse. Komponisten über ihr Werk, Frankfurt am Main u. a.: Propyläen, 1979 ISBN 3-44233-055-6